# Rucio Dos
Rucio Dos är en ort i Mexiko.   Den ligger i kommunen Villa de Cos och delstaten Zacatecas, i den centrala delen av landet, 500 km nordväst om huvudstaden Mexico City. Rucio Dos ligger 2 043 meter över havet och antalet invånare är 105.
Terrängen runt Rucio Dos är huvudsakligen platt, men åt sydost är den kuperad. Runt Rucio Dos är det mycket glesbefolkat, med 5 invånare per kvadratkilometer. Rucio Dos är det största samhället i trakten. Omgivningarna runt Rucio Dos är i huvudsak ett öppet busklandskap.